# Jan Smit (bouwkundige)

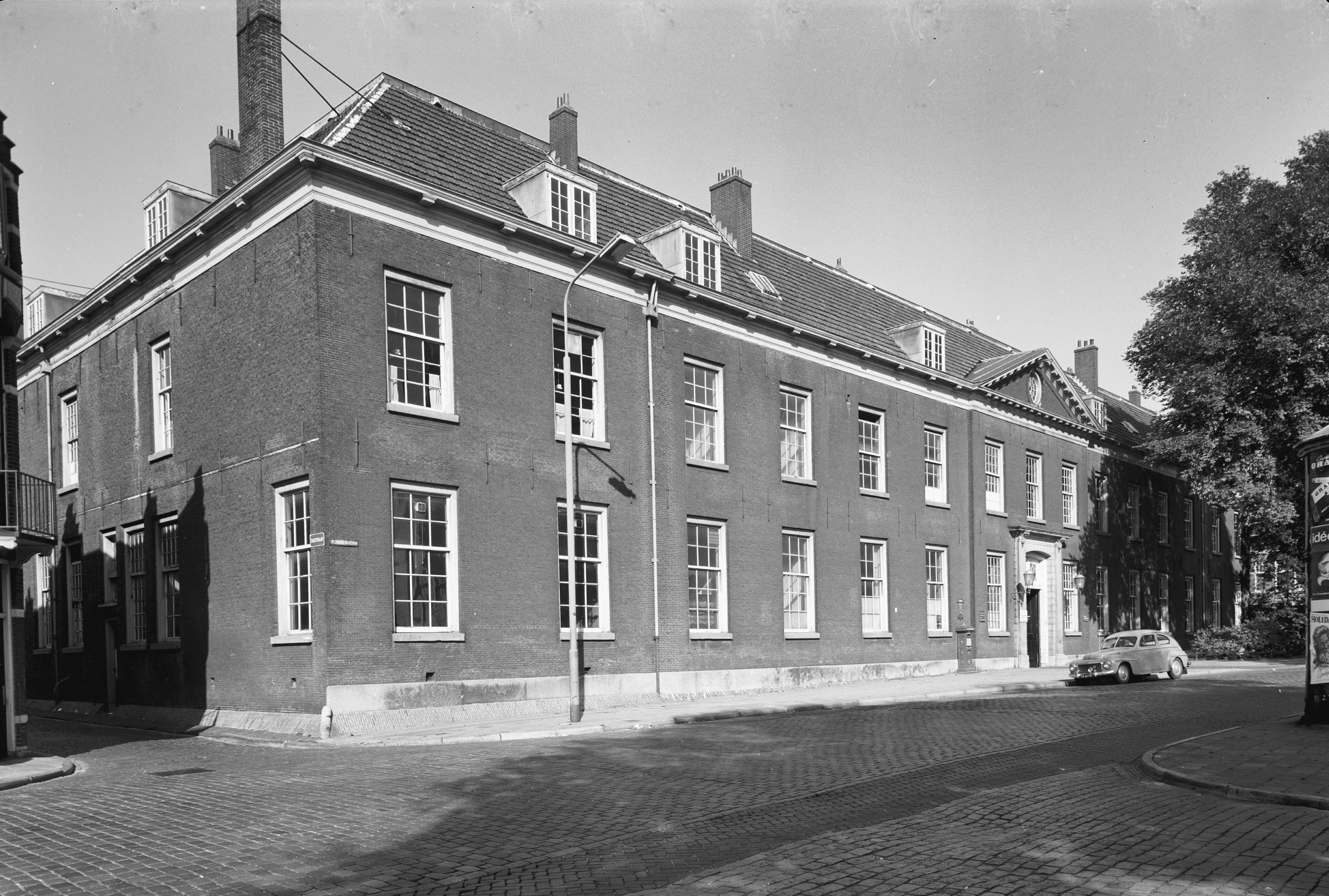
Het Diaconiehuis in Haarlem

Jan Smit (1720-1807) was een timmermansbaas in Amsterdam. Na de dood van zijn collega Jan van der Streng volgde hij deze op als timmerman van het St.Pietersgasthuis. In 1765, 1768 en 1770 verbouwde hij het inwendige van de Schouwburg aan de Keizersgracht, de laatste keer samen met stadsbouwmeester Cornelis Rauws. Zijn belangrijkste werk was het door hemzelf ontworpen Diaconiehuis in Haarlem (1768-1771). Voorts trad hij in 1773 op als aannemer bij de bouw van de Hervormde Kerk van Ouderkerk aan de Amstel, en bouwde hij in 1792-1793 onder supervisie van stadsbouwmeester Abraham van der Hart de Hersteld Evangelisch Lutherse Kerk aan de Kloveniersburgwal in Amsterdam. 